# Juha Hänninen
Juha Pekka Hänninen, född 11 september 1959 i Uleåborg, är en finländsk boxare och politiker (Samlingspartiet). Han är ledamot av Finlands riksdag sedan 2023.
Hänninen deltog i olympiska sommarspelen 1984 i Los Angeles som boxare. Han blev invald i riksdagen i riksdagsvalet 2023 med 5 251 röster från Uleåborgs valkrets.